# Ortelle
Ortelle (im salentinischen Dialekt: Arteḍḍhre) ist eine südostitalienische Gemeinde mit 2179 Einwohnern (Stand 31. Dezember 2023) in der Provinz Lecce in Apulien. Die Gemeinde liegt etwa 41 Kilometer südsüdöstlich von Lecce im Salento.

## Geschichte
Ortelle geht ursprünglich auf eine hellenische Gründung im südlichen Apulien zurück. Möglicherweise handelt es sich auch um eine Gründung der Messapier.

## Weblinks

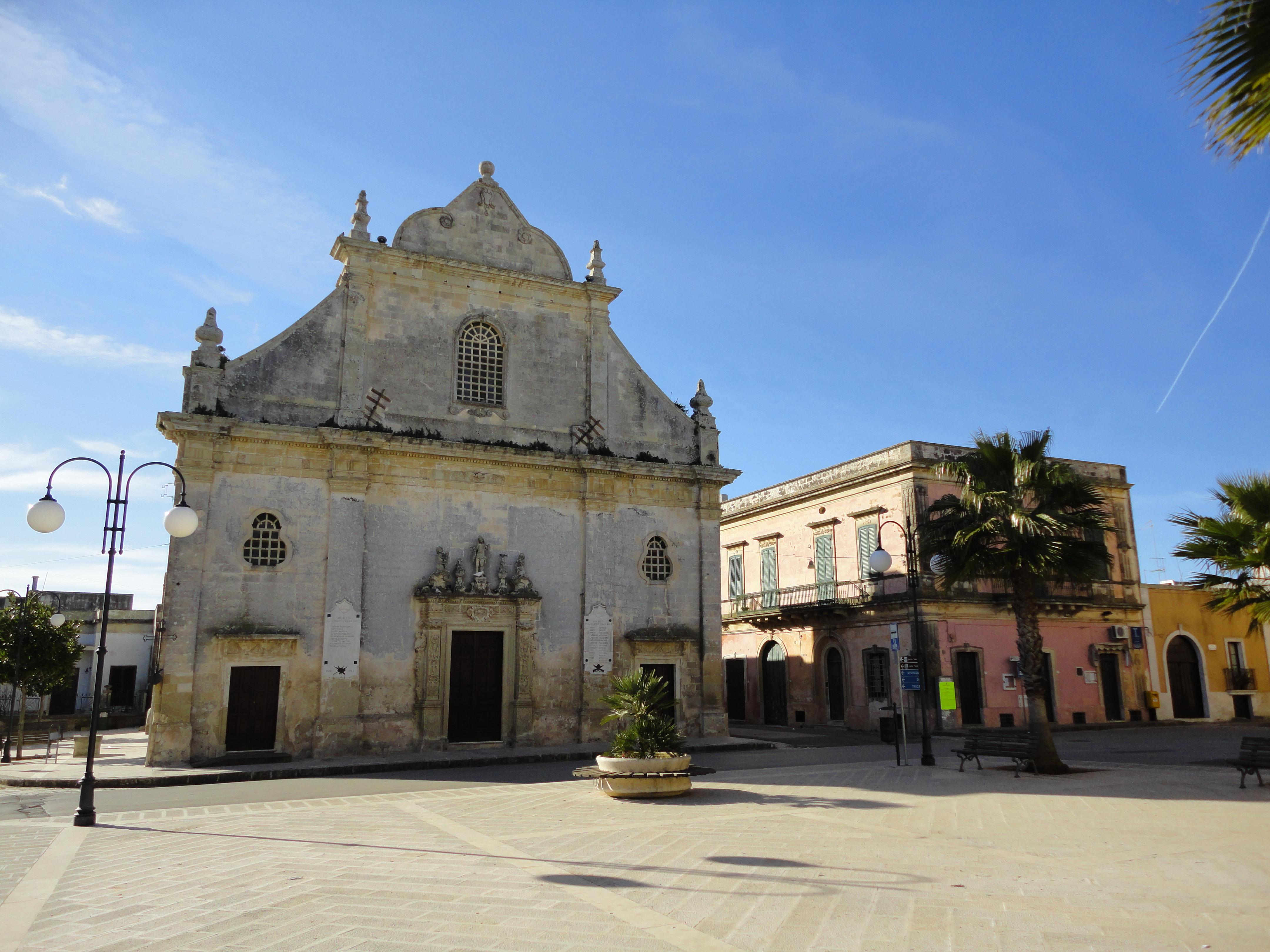
Piazza San Giorgio